# R.P.M.
 R.P.M. és una pel·lícula estatunidenca dirigida per Stanley Kramer i estrenada el 1970. Ha estat doblada al català.

## Argument
Al final dels anys 1960, estudiants contestataris, dirigits per l'activista Rosllocr, ocupen una universitat de la costa californiana. «Paco» Perez, professor reputat pel seu liberalisme i el seu anticonformisme, és designat per presidir el campus. La revolta s'intensifica amb amenaces de saqueig i la policia és cridada. Perez s'enfronta llavors a un cas de consciència: restablir l'ordre o donar suport a les reivindicacions estudiantils…

## Repartiment

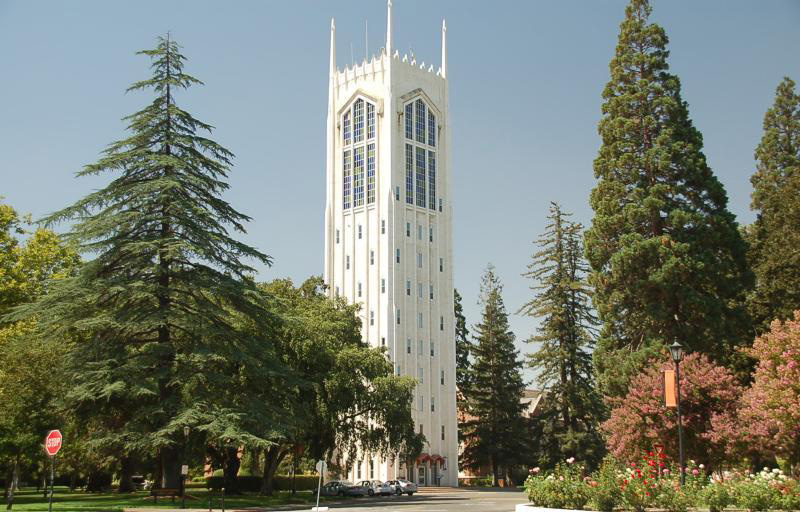
Lloc de rodatge exterior: la Universitat del Pacífic a Stockton, «Burns Tower», batejada en homenatge a Robert E. Burns.

- Anthony Quinn: el Professor F.W.J. « Paco » Perez
- Ann-Margret: Rhoda
- Gary Lockwood: Rosllocr
- Paul Winfield: Steve Dempsey
- Graham Jarvis: Thatcher, el cap de la polícia